# Merthyr Vale (stacja kolejowa)
Merthyr Vale (ang. Merthyr Vale railway station, walijski: Gorsaf reilffordd Ynysowen)) – stacja kolejowa w Merthyr Vale w hrabstwie Merthyr Tydfil, w Walii. Znajduje się na Merthyr Line. Jest obsługiwana przez pociągi Arriva Trains Wales.

## Połączenia
Pociągi kursują co pół godziny w każdą stronę, na północ do Merthyr Tydfil i na południe do Pontypridd i Cardiff Central. Pociągi w kierunku południowym kursują naprzemiennie do Barry Island i Bridgend przez Vale of Glamorgan Line. W niedziele pociągu kursują co dwie godziny do Merthyr & Bridgend.

## Linie kolejowe
- Merthyr Line